# 维河
维河（法語：Vie，法語發音：[vi] ⓘ）是法国卢瓦尔河地区大区旺代省的河流，长62.3千米。